# Peo Alfonsi
Peo Alfonsi, pseudonimo di Paolo Alfonsi (Iglesias, ...), è un chitarrista e compositore italiano.

## Biografia
Unisce a una formazione classica (diploma con il massimo dei voti presso il Conservatorio di Cagliari), una costante attenzione verso la musica jazz e le sonorità della musica popolare. Ha seguito diversi corsi di perfezionamento ed ha conseguito un diploma in Didattica della musica. Accompagna ai suoi impegni di strumentista e compositore una costante attività didattica.
Prende parte alle formazioni: duo con Massimo Ferra; duo con Sandro Fontoni, duo con Roberto Ottaviano; trio con Roberto Ottaviano e Vincent Courtois; trio Ammentos con Fausto Beccalossi e Salvatore Maiore; trio Amada con Salvatore Maiore e Roberto Dani; quartetto New World Sinfonia con Al Di Meola; quartetto Canto d'Ebano con Gabriele Mirabassi, Salvatore Maiore e Alfred Kramer; duo con Norma Winstone.
Collabora con Andrea Parodi, per il quale ha anche curato gli arrangiamenti per il progetto Armentos con Salvatore Maiore.
Suona inoltre con musicisti di fama internazionale come Pat Metheny, Kenny Wheeler, Trilok Gurtu, Marc Ribot, Chris Laurence, Martin France, Paolo Fresu, Antonello Salis, Stefano Battaglia, Furio Di Castri, Mark Harris, Horacio Hernandez, Noa, Gil Dor, Miguel Angel Cortes, Elena Ledda, Mauro Pagani, Gabin Dabirè, Luis Agudo, Patrizia Laquidara e molti altri.
Peo suona spesso come I chitarra nell'Orchestra dell'Ente Lirico di Cagliari.

## Discografia parziale

### Solista
Album in studio
- 1996 - Passi difficili (con Massimo Ferra)
- 1998 - Pietre nuove (con Sandro Fontoni)
- 2002 - Che c'è (con Sandro Fontoni e Paolo Fresu)
- 2010 - Itaca
- 2010 - J.S. Bach for lute vol 1
- 2012 - Il velo di Iside
- 2020 - Nubìvago

### Con Trio Ammentos
Album in studio
- 2004 - Ammentos
- 2006 - Remarkkramer

### Con Trio Amada
Album in studio
- 2006 - Amada

### Con Riccardo Luppi Quintet
Album in studio
- 2007 - Ballads & More

### Con Quartetto Canto d'Ebano
Album in studio
- 2009 - Canto d'Ebano

### Con New World Sinfonia
Album in studio
- 2008 - La Melodia
- 2009 - Live from Seattle and elsewhere

### Con Peo Alfonsi Trio
Album in studio
- 2017 - Oyasin

### Collaborazioni
Album in studio
- 2005 - Al Di Meola e Andrea Parodi Midsummer Night in Sardinia
- 2009 - Al Di Meola ed Eszter Horgas He and Carmen

## Riconoscimenti
Concorso Posada Jazz Oroject
- 1996 - Primo premio

Premio Kramer
- 2008 - Premio Kramer per il disco Remarkkramer

Top Jazz
- 2009 Miglior disco dell'anno per Canto d'ebano